# Radio Disney (Costa Rica)
Radio Disney (101.1 FM) es una emisora radial costarricense de frecuencia modulada ubicada y transmitiéndose en la ciudad de San José. 101.1 FM pertenece a Central de Radios y está afiliada a la cadena Radio Disney Latinoamérica.
Radio Disney es una radio musical de éxitos en español e inglés que transmite las 24 horas del día con un elenco de locutores integrado por jóvenes estudiantes de locución. La programación está destinada a niños y adolescentes.